# 失魂引
《失魂引》為古龍早期作品，古龍詭譎的小說氣氛在此書之後已經逐漸成為古龍一大特色。1960年10-12月明祥出版

《失魂引》，天地圖書出版社版本，1998年出版

## 故事大綱
世家公子管寧與書僮囊兒在遊山期間，發現四明山莊上發生兇案，一眾武林人士被殺死，連莊主也不例外。同時，有一神秘老人現身，向管寧襲擊，囊兒捨身保護管寧，因此失去性命，神秘老人走後。但有一名受傷的白衣人醒來，但他失去記憶，忘記自己身份，管寧答應幫助他恢復記憶。
下山途中，遇上「黃山翠袖」徒弟－淩影，管寧受到羞辱後，有一班江湖人士前往山上，管寧被誤會成四明山莊上的人，眾人向他詢問山莊上的事情，管寧如實說了，眾人便問在山莊上發現了什麼物品，當管寧提到一串銅錢，眾人立即要求管寧交出銅錢，經過一番戰鬥，眾人不敵公孫左足而敗走。
公孫左足向管寧說出銅錢的來由，原來那串銅錢名叫「如意青錢」，相傳有一名高手將生平所習武功寫在丝绢上，將丝绢放進銅錢，製成十串，後來江湖人士發現青錢大部分是假的，便相傳「九偽一真」的說法。公孫左足將丝绢取出，發現是假的青錢，但他看到白衣人後，便要與他動手，經過管寧阻止後，公孫左足下山，白衣人不知為何中了毒。
一會兒後，剛巧下雨了，雨水打在丝绢上，管寧發現丝绢出現了一些文字。管寧回家後取出來一看，原來丝绢經過水浸泡之後，才會顯出文字，同時，青錢的秘密是「九一倒置」（九真一偽），管寧開始修練青錢上的武功。
在家中修練期間，仍有不少人阻止管寧練功，但淩影替他暗中擊退。管寧為了讓白衣人治傷，決定往妙手峰醫治，在路上遇上了叫「吳布雲」的少年，經過一番徹查後，原來他叫作公孫庸。後來在「絕望夫人」沈三娘幫助下，原來白衣人的身份是西門一白發現真正的兇手是四明山莊的主人，原來這夫婦沒有在山莊死去，整個局都是他們佈下來，以「如意青錢」作利誘，然後一举消滅。
最後，妙手峰上的聖手不肯醫治西門一白，于是便埋下西門一白，但幾個月後，西門一白的棺木被打開了，人們開始懷疑西門一白復活。

## 主要人物
- 管寧：

：北京城世家弟子，師從「一劍震九城」司徒文，後被捲入四明山莊的事件中機緣巧合之下破解如意青錢的秘密。
- 凌影：

：因輕功高絕而被稱為「凌無影」，黃山翠袖夫人的弟子，擅使短劍，因父親鐵丸槍多年前被「金丸鐵劍」杜守倉所殺而與其有仇。

## 次要人物
- 公孫庸：太行掌門人「紫靴尊者」公孫真人的獨子，化名吳布雲。
- 杜守倉：人稱「金丸鐵劍」，囊兒和杜宇的父親，昔年江南大甲鏢局的總鏢頭，劍法暗器頗負盛名，七年前死於翠袖夫人之手。
- 杜宇：管寧家中的侍女，「金丸鐵劍」杜守倉之女，與凌影有仇。
- 唐鶻：出自四川蜀中唐門，與唐鵪並稱「七毒雙煞」，囊中七件奇毒無比暗器中，最霸道的是‘玄有烏煞，羅喉神針’。
- 唐鵪：出自四川蜀中唐門，與唐鶻並稱「七毒雙煞」，囊中七件奇毒無比暗器中，最霸道的是‘玄有烏煞，羅喉神針’。
- 西門一白:當今江湖中最負盛名，最冷最狠的高手。
- 沈三娘:人稱「絕望夫人」，美艷優雅，貌如天仙，據說武林中人遇上了別人，凡事還能有三分希望，但遇上了這沈三娘，什么事都只好任憑她擺布了，幾乎連半分反抗之力都沒有，是以才有了‘絕望夫人’這名號。
- 譚菁:人稱「瘦鶚」，終南掌門「烏衫獨行」的師弟，絕技為‘黑煞手’，多年以前在黃河江船上受「黃河三蛟」褚氏三杰折辱至幾乎喪生，因此與其結仇。
- 公孫左足:丐幫幫主，與孿生二弟公孫右足並稱「君山雙殘」。
- 樂山:太行仁智雙老之一，絕技為‘紫手印’。
- 樂水:太行仁智雙老之一，絕技為‘紫手印’。
- 木珠大師:嵩山少林寺羅漢堂首座，早年是武林中人人見而生畏的“魔僧”。
- 無珠大師:昔年一指殲八寇，單掌會群魔的少林神僧。
- 紅袍客:四明山莊莊主，與太行紫靴是忘年交，與君山雙殘、終南烏衫有仇，與少林、武當、羅浮三派關係也不睦，與其妻設計殺死公孫右足、羅浮六代弟子‘彩衣雙劍’萬氏兄弟、終南派掌門烏衫獨行客、少林寺達摩院的兩位高僧、太行紫靴尊者座下‘四大金剛’中的伏虎和移山、武當三鶴等成名高手，並詐死陷害七毒雙煞和西門一白。
- 紅袍夫人:四明山莊莊主之妻，艷若春花，姿色絕美。熟悉黃山翠袖的劍法，武功猶在紅袍客之上，善于暗器、施毒、易容等旁門巧術。
- 鐵金剛:人稱「神刀手」，兩河一帶的成名人物。

## 小說目錄
1. 驚遇
2. 翠袖與白袍
3. 如意青錢
4. 真真假假
5. 恩情難了
6. 賭約
7. 遍地奇人現
8. 索命怪客
9. 絕地逢佳人
10. 車座下的秘密
11. 高峰訪聖手